# Hipoteza zoo
Hipoteza zoo – jedna z wielu sugestii, które narodziły się w odpowiedzi na paradoks Fermiego, dotycząca braku dowodów na istnienie inteligentnego życia pozaziemskiego. 
Na podstawie hipotezy obcy unikają kontaktu z ludźmi lub unikają wpływu na ludzką cywilizację, obserwując ją z odległości, tak jak pracownicy zoo obserwują zwierzęta. Popierający hipotezę twierdzą, iż obcy mogą korzystać z aparatury schowanej w Układzie Słonecznym do prowadzenia analizy i obserwacji ludzkości. Jest również zasugerowane, iż obcy nawiążą kontakt, gdy ludzie osiągną pewien stopień rozwoju.